# Hemithea perfida
Hemithea perfida là một loài bướm đêm trong họ Geometridae.